# Jimmy Neely
Jimmy Neely, ook wel Jimmy Neeley (circa 1930) is een Amerikaanse jazz (postbop en swing) - en Rhythm & Blues-pianist.
Neely leidde eind jaren 40 een lokale jazzgroep, waarin in 1947/48 gitarist Mickey Baker actief was. Vanaf het begin van de jaren 50 werkte hij in New York met Charlie Singleton (waarmee hij in 1951 voor het eerst opnam), tevens speelde hij met de R&B-zanger H-Bomb Ferguson, Red Prysock en Roy Eldridge. In 1960 kwam hij met zijn debuutalbum Misirlou (Tru-Sound Records), een trioplaat met Michel Mulia (bas) en Rudy Lawless (drums). In 1963 volgde het album The Now! Sound of Jimmy Neeley [sic] op het lokale label Ali Records. In de jaren 60 trad hij met een eigen trio op in clubs in New York. Verder werkte hij mee aan plaatopnames van o.a.Betty Roche (Lightly and Politely), Willis 'Gator' Jackson en Eta Jones. Zijn laatste opnames maakte hij rond 1969, een plaat met strijkers (Pure Simplicity). In de jazz was hij in de jaren 1951-1969 betrokken bij elf opnamesessies.